# HCAR3
HCAR3 (англ. Hydroxycarboxylic acid receptor 3) – білок, який кодується однойменним геном, розташованим у людей на короткому плечі 12-ї хромосоми. Довжина поліпептидного ланцюга білка становить 387 амінокислот, а молекулярна маса — 44 478.
| 10         |  | 20         |  | 30         |  | 40         |  | 50         |
| ---------- |  | ---------- |  | ---------- |  | ---------- |  | ---------- |
| MNRHHLQDHF |  | LEIDKKNCCV |  | FRDDFIAKVL |  | PPVLGLEFIF |  | GLLGNGLALW |
| IFCFHLKSWK |  | SSRIFLFNLA |  | VADFLLIICL |  | PFVMDYYVRR |  | SDWKFGDIPC |
| RLVLFMFAMN |  | RQGSIIFLTV |  | VAVDRYFRVV |  | HPHHALNKIS |  | NWTAAIISCL |
| LWGITVGLTV |  | HLLKKKLLIQ |  | NGTANVCISF |  | SICHTFRWHE |  | AMFLLEFFLP |
| LGIILFCSAR |  | IIWSLRQRQM |  | DRHAKIKRAI |  | TFIMVVAIVF |  | VICFLPSVVV |
| RIHIFWLLHT |  | SGTQNCEVYR |  | SVDLAFFITL |  | SFTYMNSMLD |  | PVVYYFSSPS |
| FPNFFSTLIN |  | RCLQRKITGE |  | PDNNRSTSVE |  | LTGDPNKTRG |  | APEALIANSG |
| EPWSPSYLGP |  | TSNNHSKKGH |  | CHQEPASLEK |  | QLGCCIE    |  |            |

A: Аланін

C: Цистеїн

D: Аспарагінова кислота

E: Глутамінова кислота

F: Фенілаланін

G: Гліцин

H: Гістидин

I: Ізолейцин

K: Лізин

L: Лейцин

M: Метіонін

N: Аспарагін

P: Пролін

Q: Глутамін

R: Аргінін

S: Серин

T: Треонін

V: Валін

W: Триптофан

Кодований геном білок за функціями належить до рецепторів, g-білокспряжених рецепторів, білків внутрішньоклітинного сигналінгу. 
Локалізований у клітинній мембрані, мембрані.